# Paul Hofmann von Wellenhof
Paul Hofmann von Wellenhof oder Paul von Hofmann-Wellenhof (* 1. September 1858 in Wien; † 13. April 1944 in Graz) war ein österreichischer Lehrer, Literaturwissenschaftler und deutschnationaler Politiker (Deutsche Volkspartei). Er war von 1901 bis 1918 Abgeordneter zum Reichsrat und 1918/19 Mitglied der Provisorischen Nationalversammlung.

## Leben
Er stammte aus einem steirischen Adelsgeschlecht. Hofmann-Wellenhof war Realschulprofessor in Graz und schrieb mehrere literaturhistorische Abhandlungen, u. a. in den 1880er-Jahren über die Schriftsteller Michael Denis (1729–1800) und Aloys Blumauer (1755–1798). Im Jahr 1923 publizierte Hofmann-Wellenhof ein Werk über Shakespeare.

## Politik
Paul Hofmann von Wellenhof war 18 Jahre lang Abgeordneter für das Herzogtum Steiermark im Abgeordnetenhaus des Österreichischen Reichsrats von der X. Legislaturperiode (1901–1907) bis zur XII. Legislaturperiode (1911–1918). Dort saß er zunächst in der Fraktion der Deutschen Volkspartei, dann im Deutschen Nationalverband. Er war Erster Präsident der am 6. November 1918 gebildeten provisorischen Landesversammlung der Steiermark, die den Beitritt des nach der Abspaltung der Untersteiermark aus dem Herzogtum Steiermark hervorgegangenen Landes Steiermark zur Republik Deutschösterreich beschloss. In den Jahren 1918–1919 war er als ehemaliges Mitglied im Abgeordnetenhaus auch Mitglied der am 21. November 1918 zusammengetretenen und mit 30. November 1918 die oberste Staatsgewalt ausübenden Provisorischen Nationalversammlung der Republik Deutschösterreich (DnP). 